# Liniker
Liniker de Barros Ferreira Campos OMC (Araraquara, 3 de julho de 1995) é uma cantora, compositora, atriz e artista visual brasileira. Fez parte da banda Liniker e os Caramelows entre 2015 e 2020, compõe e canta canções dos gênero soul e black music. Em 2022 tornou-se a primeira travesti a ganhar o Grammy Latino, tendo vencido a categoria Melhor Álbum de Música Popular Brasileira com o álbum Indigo Borboleta Anil e na divisão Melhor Canção em Língua Portuguesa com a canção "Baby 95". No ano seguinte, assumiu a 51ª Cadeira da Academia Brasileira de Cultura, tornando-se a primeira artista transgênero a ocupar a posição.

## Biografia
Nascida em uma família de músicos, Liniker tem, pelo nome de batismo, uma homenagem ao futebolista inglês Gary Lineker, artilheiro da Copa do Mundo de 1986 e cresceu ouvindo samba, samba-rock e soul. Embora tenha mostrado talento vocal desde cedo, possuía certa timidez justamente por viver entre profissionais, e só começou a se arriscar a cantar depois de iniciar a carreira teatral, na adolescência. Seu pai não foi presente e foi criada por sua mãe e acompanhada de seu irmão Vitor, sete anos mais novo que ela.

## Carreira

### 2015–2020: Liniker e os Caramelows
Em 2015, formou a banda Liniker e os Caramelows, com quem lançou o EP Cru em 15 de outubro daquele ano, por meio do primeiro single, "Zero". Os vídeos com a interpretação das canções do projeto ganharam milhões de visualizações rapidamente. Em 16 de setembro de 2016, a banda lança seu álbum de estreia, intitulado Remonta, gravado com ajuda dos fãs por meio do financiamento coletivo no Catarse. O disco reverberou internacionalmente e ganhou atenção da imprensa estrangeira.
Depois de dois anos, no dia 22 de Março de 2019, Goela Abaixo, o segundo álbum da banda é lançado, tendo as músicas Calmô e Intimidade. Conta com a participação de Mahmundi em Bem Bom. Lava foi o primeiro single, lançado em março de 2018.
No início de 2020 em uma entrevista à Rolling Stone, Liniker e Barone, baixista e produtor do grupo, anunciam a separação de Liniker e os Caramelows após cinco anos juntos para "iniciarem projetos paralelos".

### 2021–2023: Carreira solo eIndigo Borboleta Anil
Em 9 de Setembro de 2021, Liniker lança seu primeiro álbum solo, Indigo Borboleta Anil, que conta com as colaborações de Milton Nascimento e Tassia Reis. A canção Presente surgiu com uma versão diferente da lançada anteriormente pelo Studio COLORS em 16 de dezembro de 2019. Baby 95 e Psiu também são singles que vieram a público em momento anterior, mas hoje completam o seu novo álbum.
Foi uma das atrações musicais da cerimônia de entrega do Prêmio Sim à Igualdade Racial 2023, ao lado de BK', Owerá, MC Soffia, Linn da Quebrada, Kaê Guajajara e Jonathan Ferr.
Em 2023 entrou para a confraria de imortais Academia Brasileira de Cultura, sendo que se tornou a primeira artista trans a entrar na Academia, ocupando a cadeira de número 51, vaga após a morte da cantora Elza Soares (1930-2022).

### 2024–presente:Caju

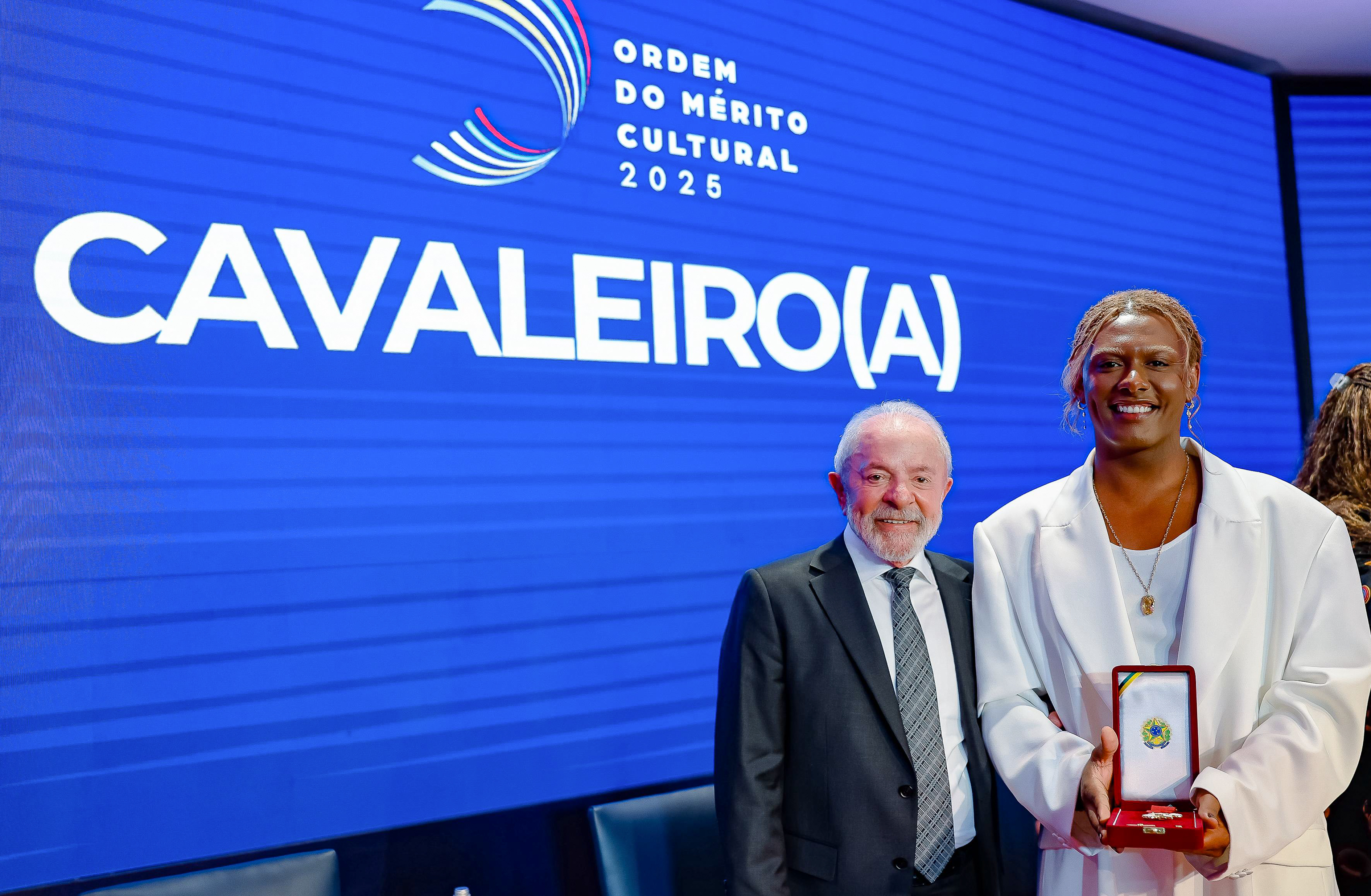
Liniker na Cerimônia de Entrega da Ordem do Mérito Cultural em maio de 2025.

Em 11 de julho de 2024, lançou a música "TUDO", como o primeiro single de seu segundo álbum de estúdio. A música também ganhou um videoclipe. Em 13 de agosto, a cantora anunciou o lançamento do álbum, chamado Caju, junto com a capa e a lista de músicas. O álbum foi lançado em 19 de agosto de 2024. O disco foi aclamado por boa parte da crítica e do público. Dias depois do lançamento oficial do álbum, Liniker afirmou que está produzindo um documentário sobre seu novo disco. Segundo ela, a ideia é mostrar todo o processo de criação do trabalho. A informação foi revelada por Liniker durante uma participação no programa Foquinha Entrevista, da DiaTV. Em 5 de setembro de 2024, Liniker anunciou as primeiras datas da Turnê intitulada de "Caju Tour" em São Paulo, Rio de Janeiro e Curitiba com datas extras sendo adicionadas por conta da demanda. Ao longo do tempo com as datas sendo anunciadas, shows extras estavam sendo colocados em várias capitais do Brasil, sendo um sucesso desde sua estreia.
Em maio de 2025, Liniker recebeu do Ministério da Cultura as concessões da Ordem do Mérito Cultural (OMC), ordem honorífica dada a personalidades que contribuíram com a cultura brasileira.

## Imagem
Em 2014, ingressou na Escola Livre de Teatro, em Santo André, e começou a investir em uma identidade visual andrógina. Como artista, seu visual passou a misturar turbante, saia, batom e bigode em suas performances musicais que incorporam elementos cênicos à sua voz "ora rouca e grave, ora limpa e aguda, que formata uma black music brasileira, mas recheada de elementos pop", segundo a magazine mineira "O Tempo". Já a Rolling Stone Brasil destaca que seu visual desconstrói de forma enfática os códigos imputados ao sexo masculino, sendo que, como intérprete e pessoa, não se define como homem, nem como mulher, sendo um exemplo de pessoa não-binária; enquanto seu "vozeirão à Tim Maia imprime autenticidade e poder" às canções que interpreta. Na publicação da revista, recebeu um questionamento acerca do pronome de tratamento pelo qual prefere que lhe refiram. Liniker respondeu que prefere o pronome feminino: "Acho mais amplo. Dizer ‘ele’ me deixa muito na caixinha do masculino". Tempos depois, declarou ser uma mulher trans, e que usa pronomes no feminino (ela/dela).

## Reconhecimento
- Imortal da Academia Brasileira de Cultura, cadeira número 51.[6]
- Ordem do Mérito Cultural (OMC) no grau de Cavaleira[34]

## Discografia
| Título                | Detalhes                                                                                             |
| --------------------- | --- |
| Indigo Borboleta Anil | - Lançamento: 9 de setembro de 2021 - Formatos: CD, Vinil, streaming - Gravadora: Álbum independente |
| Caju                  | - Lançamento: 19 de agosto de 2024 - Formatos: CD, Vinil, streaming - Gravadora: Álbum independente  |

| Título       | Detalhes                                                                                              |
| ------------ | --- |
| Remonta      | - Lançamento: 16 de setembro de 2016 - Formatos: CD, Vinil, streaming - Gravadora: Álbum independente |
| Goela Abaixo | - Lançamento: 22 de março de 2019 - Formatos: CD, Vinil, streaming - Gravadora: Álbum independente    |

### Singles
Como artista principal
| Título    | Ano  | Certificações  | Álbum                 |
| --------- | ---- | -------------- | --------------------- |
| "Psiu"    | 2021 |                | Indigo Borboleta Anil |
| "Baby 95" | 2021 |                | Indigo Borboleta Anil |
| "Tudo"    | 2024 | - PMB: Platina | Caju                  |
| "Caju"    | 2024 | - PMB: Platina | Caju                  |

Como artista convidada
| Título                                                                           | Ano  | Álbum                          |
| -------------------------------------------------------------------------------- | ---- | ------------------------------ |
| "Bolso Nada" (Francisco, el Hombre feat. Liniker)                                | 2016 | Soltasbruxa                    |
| "Amianto" (Supercombo feat. Liniker)                                             | 2017 | Session da Tarde: 1ª Temporada |
| "Flutua" (Johnny Hooker feat. Liniker)                                           | 2017 | Coração                        |
| "Serei A" (Linn da Quebrada feat. Liniker)                                       | 2017 | Pajubá                         |
| "Amor Acidente" (Rodrigo Alarcon feat. Liniker)                                  | 2018 | Parte                          |
| "O Trem Azul" (Samuca e a Selva feat. Liniker)                                   | 2018 | Tudo Que Move É Sagrado        |
| "Preciso Me Encontrar" (feat. Ilú Obá de Mim)                                    | 2018 | Adicionado à nenhum álbum      |
| "Oração" (Linn da Quebrada feat. Liniker)                                        | 2019 | Oração                         |
| "Foi Você, Fui Eu" (Elza Soares feat. Liniker)                                   | 2019 | Adicionado à nenhum álbum      |
| "Talismã" (Amanda Magalhães feat. Liniker)                                       | 2020 | Fragma                         |
| "Via Láctea" (Céu feat. Liniker)                                                 | 2020 | Adicionado à nenhum álbum      |
| "Gente Aberta" (feat. Letrux, Luedji Luna, Maria Gadú & Xênia França)            | 2020 | Acorda Amor                    |
| "Amor Pra Recordar" (Gaby Amarantos feat. Liniker)                               | 2021 | Purakê                         |
| "Rainha de Copas" (feat. Majur)                                                  | 2021 | Adicionado à nenhum álbum      |
| "Intimidade" (Agnes Nunes feat. Liniker)                                         | 2021 | Adicionado à nenhum álbum      |
| "O Melhor do Mundo" (Péricles feat. Liniker)                                     | 2021 | Adicionado à nenhum álbum      |
| "Pequenina" (Criolo feat. MC Hariel, Liniker, Maria Vilani & Jaques Morelenbaum) | 2022 | Adicionado à nenhum álbum      |
| "10 minutos" (Melly feat. Liniker)                                               | 2024 | Amaríssima                     |
| "Quem Me Dera" (Duda Beat feat. Liniker)                                         | 2024 | Tara e Tal                     |

## Filmografia

### Cinema
| Ano  | Título        | Personagem | Ref.   |
| ---- | ------------- | ---------- | ------ |
| 2018 | Bixa Travesty | Ela mesma  | [ 37 ] |

### Televisão
| Ano        | Título             | Personagem      | Canal              | Ref.   |
| ---------- | ------------------ | --------------- | ------------------ | ------ |
| 2018       | 3%                 | Ela mesma       | Netflix            | [ 38 ] |
| 2021-atual | Manhãs de Setembro | Cassandra Abreu | Amazon Prime Vídeo | [ 39 ] |
| 2022       | Cara e Coragem     | Ela mesma       | TV Globo           | [ 40 ] |

## Prêmios e indicações
| Ano  | Prêmio                                | Categoria                                  | Indicação                                      | Resultado |
| ---- | ------------------------------------- | ------------------------------------------ | ---------------------------------------------- | --------- |
| 2018 | Prêmio Sim à Igualdade Racial         | Música                                     | Liniker                                        | Indicada  |
| 2018 | Prêmio SIM                            | Projeto do Ano                             | Turnê Internacional de Liniker e os Caramelows | Indicada  |
| 2021 | WME Awards                            | Álbum                                      | Indigo Borboleta Anil                          | Venceu    |
| 2021 | WME Awards                            | Música Alternativa                         | "Baby 95"                                      | Indicada  |
| 2021 | Prêmio Potências!                     | Trace Brasil Videoclipe do Ano             | "Baby 95"                                      | Indicada  |
| 2021 | Prêmio Potências!                     | Música do Ano                              | "Baby 95"                                      | Indicada  |
| 2021 | Prêmio Biscoito                       | Letra                                      | "Psiu"                                         | Venceu    |
| 2021 | Prêmio Mundo Negro                    | Melhor Cantora                             | Liniker                                        | Indicada  |
| 2021 | Poc Awards                            | Artista do Ano (voto popular)              | Liniker                                        | Venceu    |
| 2021 | Prêmio F5                             | Melhor Atriz de Série                      | Manhãs de Setembro                             | Indicada  |
| 2021 | Prêmio Notícias da TV                 | Ator ou Atriz de Série                     | Manhãs de Setembro                             | Indicada  |
| 2021 | Melhores do Ano NaTelinha             | Melhor Atriz                               | Manhãs de Setembro                             | Indicada  |
| 2021 | Melhores do Ano NaTelinha             | Revelação do Ano                           | Manhãs de Setembro                             | Indicada  |
| 2021 | Prêmio Arcanjo de Cultura             | TV Streaming                               | Manhãs de Setembro                             | Venceu    |
| 2021 | Prêmio Geração Glamour                | Atriz do Ano                               | Manhãs de Setembro                             | Venceu    |
| 2021 | Melhores e Piores da TV               | Melhor Atriz                               | Manhãs de Setembro                             | Indicada  |
| 2021 | Prêmio Contigo! de TV                 | Melhor Atriz de Série                      | Manhãs de Setembro                             | Indicada  |
| 2021 | Pena de Prata                         | Melhor Atriz em Série de Drama             | Manhãs de Setembro                             | Indicada  |
| 2022 | SEC Awards                            | Melhor Atriz em Série Nacional             | Manhãs de Setembro                             | Indicada  |
| 2022 | CCXP Awards                           | Melhor Atriz Série (Brasil)                | Manhãs de Setembro                             | Venceu    |
| 2022 | Grammy Latino                         | Melhor Canção em Língua Portuguesa         | "Baby 95"                                      | Indicada  |
| 2022 | Grammy Latino                         | Melhor Álbum de Música Popular Brasileira  | Indigo Borboleta Anil                          | Venceu    |
| 2022 | Grammy Latino                         | Melhor Álbum de Engenharia de Gravação     | Indigo Borboleta Anil                          | Indicada  |
| 2022 | Prêmio Multishow de Música Brasileira | Voz do Ano                                 | Liniker                                        | Indicada  |
| 2022 | Prêmio Potências                      | Artista do Ano                             | Liniker                                        | Indicada  |
| 2022 | Prêmio Potências                      | Mulherão da porr@                          | Liniker                                        | Indicada  |
| 2022 | Prêmio Mundo Negro                    | Voz do Ano                                 | Liniker                                        | Indicada  |
| 2022 | Prêmio Contigo!                       | Cantora do Ano                             | Liniker                                        | Indicada  |
| 2022 | WME Awards                            | Melhor Cantora                             | Liniker                                        | Indicada  |
| 2022 | WME Awards                            | Música Alternativa                         | "Atômico Platônico"                            | Indicada  |
| 2022 | Poc Awards                            | Hitmaker                                   | Liniker                                        | Indicada  |
| 2022 | Poc Awards                            | Hit do Ano                                 | "Baby 95"                                      | Indicada  |
| 2022 | Pena de Prata                         | Melhor Atuação Principal em Série de Drama | Manhãs de Setembro                             | Pendente  |
| 2023 | Prêmio Platino                        | Melhor Interpretação Feminina em Série     | Manhãs de Setembro                             | Indicada  |
| 2023 | SEC Awards                            | Melhor Atriz em Série Nacional             | Manhãs de Setembro                             | Indicada  |
| 2023 | Prêmio Biscoito                       | Artista do Vale                            | Liniker                                        | Indicada  |
| 2023 | Prêmio Biscoito                       | Ícone do Vale                              | Liniker                                        | Indicada  |
| 2023 | Prêmio Biscoito                       | Resistência do Vale                        | Liniker                                        | Indicada  |
| 2024 | Prêmio iBest                          | LGBTQIA+                                   | Liniker                                        | Pendente  |
| 2024 | Prêmio Potências                      | Música do Ano                              | "Caju"                                         | Venceu    |
| 2024 | Prêmio Potências                      | Artista do Ano                             | Liniker                                        | Indicada  |
| 2024 | Prêmio Multishow de Música Brasileira | Artista do Ano                             | Liniker                                        | Venceu    |
| 2024 | Prêmio Multishow de Música Brasileira | Álbum do Ano                               | Caju                                           | Venceu    |
| 2024 | Prêmio Multishow de Música Brasileira | Capa do Ano                                | Caju                                           | Venceu    |
| 2024 | Prêmio Multishow de Música Brasileira | Hit do Ano                                 | "Caju"                                         | Indicada  |
| 2024 | Prêmio Multishow de Música Brasileira | MPB do Ano                                 | "Caju"                                         | Indicada  |
| 2024 | Prêmio Multishow de Música Brasileira | MPB do Ano                                 | "Veludo Marrom"                                | Indicada  |
| 2024 | Prêmio Multishow de Música Brasileira | MPB do Ano                                 | "Tudo"                                         | Venceu    |
| 2024 | Prêmio Multishow de Música Brasileira | Clipe TVZ do Ano                           | "Tudo"                                         | Indicada  |
| 2024 | Prêmio Multishow de Música Brasileira | Pop do Ano                                 | "Deixa Estar"                                  | Indicada  |
| 2024 | Prêmio Multishow de Música Brasileira | Samba/Pagode do Ano                        | "Febre"                                        | Indicada  |
| 2024 | Prêmio Multishow de Música Brasileira | Axé/Pagodão do Ano                         | "Seus Recados"                                 | Indicada  |
| 2025 | Prêmio da Música Brasileira           | Artista Pop                                | Liniker                                        | Venceu    |
| 2025 | Prêmio da Música Brasileira           | Lançamento Pop                             | Caju                                           | Venceu    |